# Pierre Bouvier
Pierre Charles Bouvier (født 9. maj 1979) er en fransk-canadier musiker, mest kendt for at være forsangeren i pop punk bandet Simple Plan.
| Biografi | Spire Denne biografi er en spire som bør udbygges. Du er velkommen til at hjælpe Wikipedia ved at udvide den. |